# Finale de la Coupe d'Afrique des nations de football 2013
Navigation
Finale de la CAN
2012 Finale de la CAN
2015
La finale de la CAN 2013 est un match de football qui a eu lieu le 10 février 2013 pour déterminer le vainqueur de la Coupe d'Afrique des Nations 2013, le championnat de football de l'Afrique organisée par la Confédération africaine de football (CAF). Le match a eu lieu au FNB Stadium de Johannesbourg qui a également accueilli la Coupe du monde de finale de la Coupe 2010. La cérémonie de clôture du tournoi a eu lieu juste avant le coup d'envoi. La décision a été annoncée en mai 2012.  La finale a été contestée entre le Nigeria et le Burkina Faso.
Sunday Mba a marqué le seul but que le Nigeria a remporté la finale 1-0.  Ainsi, le Nigeria représentait alors la CAF à la Coupe des confédérations 2013.

## Résumé du match
Le Nigeria a remporté la Coupe d'Afrique des nations en 1980 et 1994, et ont été finalistes en 1984, 1988, 1990 et 2000. Malgré cela, le Nigeria n'étaient pas favoris à venir dans le tournoi en raison d'une baisse de sa fortune, à la suite de ce qui Nigeria n'a même pas se qualifier pour le tournoi en 2012. nouvel entraîneur Stephen Keshi avait amené les jeunes joueurs à domicile, comme Sunday Mba et Godfrey Oboabona, et les joueurs basés à l'étranger comme Victor Moses, Vincent Enyeama, Emmanuel Emenike, Brown Ideye, John Obi Mikel et Elderson Uwa Echiejile qui était crucial pour l'exécution du Nigeria dans le tournoi. Leur premier match était un match nul 1-1 au Burkina Faso, où le Nigeria a reçu par Emenike mais de Burkina Faso Traoré annulé la tête avec des moments à faire. Ils ont ensuite établi avec les champions en titre de la Zambie 1-1, un autre but en fin de coup de pied de pénalité par le gardien zambien Kennedy Mweene annulé le deuxième but de Emenike du tournoi. Dans leur dernier match de groupe contre l'Ethiopie, ils sortaient à la Zambie pour un dossier de réservation pire, mais grâce à Chelsea FC Le milieu de terrain de Moïse, les Nigérians a gagné 2-0 et s'avança au détriment des champions en titre. Dans les quartiers, ils ont défait favoris avant le tournoi de la Côte d'Ivoire 2-1 dans un renversement choquant où Emenike et Mba ont marqué. le pari de Keshi de six joueurs, y compris à domicile dans l'équipe a payé plus de dividendes que le Nigeria a écrasé Mali 4-1 en demi-finale (buteurs Echiejile, Ideye, Musa et Emenike). Si l'objectif contesté est inclus, Emenike sera meilleur buteur du tournoi avec quatre buts ainsi que Wakaso Mubarak du Ghana entrée en finale. 

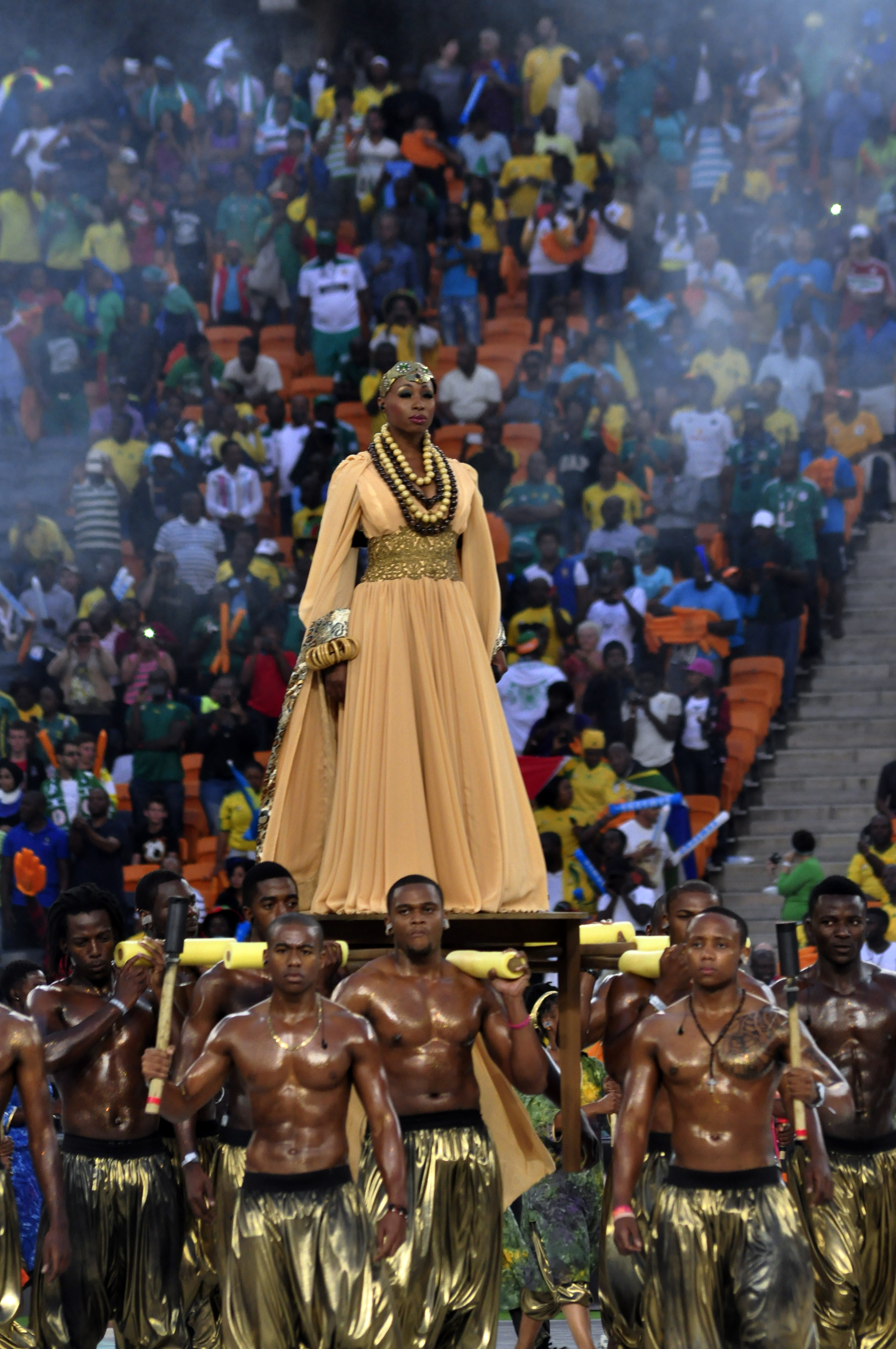
Cérémonie de clôture le 10 février 2013.

D'autre part, le Burkina Faso a atteint les demi-finales du tournoi une fois quand ils ont accueilli en 1998, mais ils n'avaient jamais gagné un match à l'extérieur dans la CAN et a eu une série sans victoire de 26 matches. En plus de cela, en 2012, ils sont sortis à la phase de groupes de la CAN sans victoire, et ont été presque éliminés par la République centrafricaine en qualifications, avant Alain Traoré les a sauvés de l'élimination. Traoré les a également sauvé d'une défaite contre le Nigeria en match d'ouverture du Groupe Le revirement est venu avec une raclée 4-0 de l'Ethiopie, où Traoré, Pitroipa et Koné ont tous marqué, avant de tirer avec la Zambie 0 - 0 pour envoyer la maison des champions en titre pour la première fois depuis 1992. dans un terrain difficile à Nelspruit, l'objectif de temps supplémentaire de Pitroipa a une victoire de 1-0 sur le Togo en quarts de finale dans un stade. qui avait pratiquement devenu la maison de la terre du Burkina après avoir joué quatre matchs là, ils battu le Ghana en demi-finale par des sanctions après Aristide Bance et Wakaso Mubarak du Ghana ont tous deux marqué par un match nul 1-1, et outsiders Burkina Faso au titre de l'entraîneur belge Paul Put avait qualifié à leur dernière fille.
Comme les statistiques se tenaient après les demi-finales, Emenike a été meilleur buteur du Nigeria avec 4 buts et Traoré a été meilleur buteur du Burkina Faso, avec 3 buts, mais il avait été exclu du tournoi après la phase de groupes en raison d'une blessure à la cuisse.
Le 8 février 2013, après avoir reçu une réserve formulée par l'FBF, la Coupe d'Afrique des Nations comité organisateur a décidé d'annuler le deuxième carton jaune reçu par le Burkina Faso attaquant Jonathan Pitroipa en demi-finale, ce qui signifie qu'il était admissible à jouer dans la finale.

## Parcours respectifs
| Équipe       | J | G | N | P | BP | BC | +/- | Pts |
| ------------ | - | - | - | - | -- | -- | --- | --- |
| Burkina Faso | 3 | 1 | 2 | 0 | 5  | 1  | +4  | 5   |
| Nigeria      | 3 | 1 | 2 | 0 | 4  | 2  | +2  | 5   |
| Zambie       | 3 | 0 | 3 | 0 | 2  | 2  | 0   | 3   |
| Éthiopie     | 3 | 0 | 1 | 2 | 1  | 7  | −6  | 1   |

| Équipe       | J | G | N | P | BP | BC | +/- | Pts |
| ------------ | - | - | - | - | -- | -- | --- | --- |
| Burkina Faso | 3 | 1 | 2 | 0 | 5  | 1  | +4  | 5   |
| Nigeria      | 3 | 1 | 2 | 0 | 4  | 2  | +2  | 5   |
| Zambie       | 3 | 0 | 3 | 0 | 2  | 2  | 0   | 3   |
| Éthiopie     | 3 | 0 | 1 | 2 | 1  | 7  | −6  | 1   |

## Finale
Déjà vainqueur par le passé, le Nigeria fait parler l'expérience en s'imposant 1-0, et l'un de leurs joueurs sera l'un des deux meilleurs buteurs de cette CAN. Ils sont qualifiés pour la Coupe des Confédérations 2013, au Brésil. Les Étalons obtiennent deux consolations : Pitroipa termine meilleur joueur, et ils réalisent leur meilleure performance dans l'histoire de la CAN.
| 10 février 2013 | Nigeria | 1 - 0   | Burkina Faso | FNB Stadium, Johannesbourg                       |                                                  |
| 20:00 UTC+2     | Mba 40e | (1 - 0) |              | Spectateurs : 85 000 Arbitrage : Djamel Haimoudi | Spectateurs : 85 000 Arbitrage : Djamel Haimoudi |
| 20:00 UTC+2     | Rapport |         |              | Spectateurs : 85 000 Arbitrage : Djamel Haimoudi | Spectateurs : 85 000 Arbitrage : Djamel Haimoudi |

| Nigeria | Burkina Faso |

| NIGERIA:      |    |                        |       |     |
|               |    |                        |       |     |
| GB            | 1  | Vincent Enyeama        |       |     |
| DD            | 5  | Efe Ambrose            |       |     |
| DC            | 22 | Kenneth Omeruo         | 57e   |     |
| DC            | 14 | Godfrey Oboabona       |       |     |
| DG            | 3  | Elderson Uwa Echiejile |       | 66e |
| MC            | 17 | Ogenyi Onazi           | 38e   |     |
| MC            | 10 | John Obi Mikel         | 57e   |     |
| MO            | 19 | Sunday Mba             |       | 89e |
| MD            | 11 | Victor Moses           |       |     |
| MG            | 8  | Brown Ideye            | 90+2e |     |
| AC            | 15 | Ikechukwu Uche         |       | 54e |
| Remplaçants   |    |                        |       |     |
| AC            | 7  | Ahmed Musa             |       | 54e |
| DG            | 21 | Juwon Oshaniwa         | 71e   | 66e |
| DC            | 2  | Joseph Yobo            |       | 89e |
| Entraîneur    |    |                        |       |     |
| Stephen Keshi |    |                        |       |     |

| BURKINA FASO: |    |                       |     |     |
|               |    |                       |     |     |
| GB            | 1  | Daouda Diakité        |     |     |
| DD            | 5  | Mohamed Koffi         |     |     |
| DC            | 4  | Bakary Koné           |     |     |
| DC            | 8  | Paul Koulibaly        |     | 84e |
| DG            | 12 | Saïdou Panandétiguiri |     |     |
| MC            | 6  | Djakaridja Koné       |     | 90e |
| MC            | 7  | Florent Rouamba       | 33e | 65e |
| MD            | 22 | Préjuce Nakoulma      |     |     |
| MO            | 18 | Charles Kaboré        |     |     |
| MG            | 11 | Jonathan Pitroipa     |     |     |
| AC            | 15 | Aristide Bancé        |     |     |
| Remplaçants : |    |                       |     |     |
| MO            | 20 | Wilfried Sanou        |     | 65e |
| AC            | 9  | Moumouni Dagano       |     | 84e |
| MO            | 21 | Abdou Razack Traoré   |     | 90e |
| Entraîneur    |    |                       |     |     |
| Paul Put      |    |                       |     |     |

| Homme du match John Obi Mikel Prix du fair-play Bakary Koné Arbitre assistant: Redouane Achik Jean-Claude Birumushahu Quatrième arbitre Rajindraparsad Seechurn |